# Conocalyx laxus
Conocalyx laxus är en akantusväxtart som beskrevs av Raymond Benoist. Conocalyx laxus ingår i släktet Conocalyx och familjen akantusväxter. Inga underarter finns listade i Catalogue of Life.